# Sally Thomsett
Sally Thomsett (3 april 1950, Sussex, Engeland) is een Britse actrice.
Thomsett speelde de rol van Jo in de televisieserie Man About the House en speelde de rol tevens in de gelijknamige film uit 1974. 
Voor haar rol in The Railway Children uit 1970 kreeg ze een nominatie voor een BAFTA Award (Meest veelbelovende nieuwkomer). Ze speelde een 12-jarige, terwijl ze toentertijd al 20 was.
In de film Straw Dogs uit 1971 (met onder meer Dustin Hoffman) speelde ze Janice Hedden, die per ongeluk vermoord wordt door de zwakzinnige David Warner.
Verder speelde ze gastrollen in Nearest and Dearest, Dixon of Dock Green en Z Cars.

## Filmografie
- Seventy Deadly Pills (1964) - Gerty
- Nineteen Eighty Four (Televisiefilm, 1965) - Parson's girl
- Thirty-Minute Theatre Televisieserie - Christine (Afl., Don't Go Down to the Bingo Mother, Father's Coming to Tea, 1966)
- Danny the Dragon (1967) - Jean
- River Rivals (1967) - Penny Holmes
- Sanctuary Televisieserie - Maria Gomes (Afl., The Promised Land, 1967)
- What Maisie Knew (Televisiefilm, 1968) - Maisie
- The Very Merry Widow and How Televisieserie - Jennifer Villiers (Afl. onbekend, 1969)
- The Very Merry Widow Televisieserie - Jennifer Villiers (Afl. onbekend, 1967-1969)
- Nearest and Dearest Televisieserie - Brenda (Afl., The Birds and the Bees, 1969)
- Dixon of Dock Green Televisieserie - Karen (Afl., Notify If Found, 1969)
- Wicked Women Televisieserie - Natalie (Afl., Madeleine Jury, 1970)
- Z Cars Televisieserie - Rita (Afl., Bottoms Up for the Walking Dead: Part 2, 1970)
- Softly Softly Televisieserie - Susan (Afl., Lessons, 1970)
- The Railway Children (1970) - Phyllis Waterbury
- Play of the Month Televisieserie - Pamela Harrington (Afl., Five Finger Exercise, 1970)
- Doomwatch Televisieserie - Judy Franklin (Afl., By the Pricking of My Thumbs..., 1971)
- Straw Dogs (1971) - Janice Hedden
- Shirley's World Televisieserie - Catriona MacDonald (Afl., The Islanders, 1972)
- Baxter! (1973) - Nemo
- Man About the House (1974) - Jo
- Man About the House Televisieserie - Jo (39 afl., 1973-1976)
- Wodehouse Playhouse Televisieserie - Celia Todd (Afl., Tangled Hearts, 1978)

- Bibliothèque nationale de France: cb14067033m (data)
- International Standard Name Identifier: 0000 0003 8398 836X
- Virtual International Authority File: 9931149068559265730006